# Talayuelas
Talayuela, dans la province de Cáceres
Talayuelas est une commune d’Espagne (municipio), située à l'est de la province de Cuenca, à la limite de celle de Valence. C'est aussi le nom de son village chef-lieu, situé en basse montagne (Serranía Baja), vers 990 mètres d'altitude.
La population de la commune comprenait 1 028 habitants au dernier recensement de 2012.
On y compte 134 demeures dont celle de la mairie.

## Géographie

### Accès
L'accès principal se fait à travers la route nationale N-330 à 110 km au sud-est de la capitale provinciale, Cuenca. L'autoroute la plus proche est la N-III, à 37 km du village.

### Localisation
Voir la carte du réseau routier et pédestre de Talayuelas.

### Relief et paysages
Intégré dans un environnement en grande partie préservé de la civilisation et des touristes, Talayuelas se situe dans un paysage de sierras, de lagunes et de pinèdes d'où surgit un spectaculaire canyon d'un rouge intense.

### Démographie
|  | 1991  | 1996  | 2001  | 2004  | 2012  |
|  | 1 251 | 1 197 | 1 159 | 1 144 | 1 028 |

### Climat
Talayuelas presente un climat méditerranéen en milieu tempéré correspondant à une zone de transit entre le plateau castillan et la plaine valencienne. 
Les variables climatologiques sont les suivantes :
- température moyenne annuelle : 10 à 14 °C ;
- température moyenne du mois le plus froid (janvier) : 2 à 5 °C ;
- température moyenne du mois le plus chaud : 21 à 24 °C ;
- durée de la période de gelées : 6 à 7 mois ;
- ETP moyen annuel : 700 à 800 mm ;
- précipitation moyenne annuelle : 400 à 600 mm ;
- durée de la période sèche : 4 mois.

## Histoire[3]

### Étymologie
Le nom de Talayuelas proviendrait du grec « Telea » et « Helas ». Cela ne signifie pas pour autant que cette commune fût fondée par les Grecs mais plutôt par les Ibères.
Selon une autre source, le préfixe « Tala » viendrait par ailleurs du mot « Thala » utilisé par les Maures pour indiquer la présence d'une forteresse, d'une tour ou d'un point d'observation. Le mot espagnol « atalaya » a d'ailleurs gardé cette signification : tour de guet.

### Premières traces lors duBronze moyen: 1500 à 1100 av. J.-C. environ
Ce sont les premières populations arrivées dans la région de Talayuelas à l'âge de bronze moyen qui laissèrent les premières traces de sépultures et de céramiques, notamment dans le coteau des Tornajos (appelé aussi coteau de Gabaldón).
Par la suite, d'autres civilisations se succédèrent en quête de nouvelles richesses, comme celle du peuple préromain des Ibères et des Olcades.

### Talayuelas, une cité ibérique puisOlcades

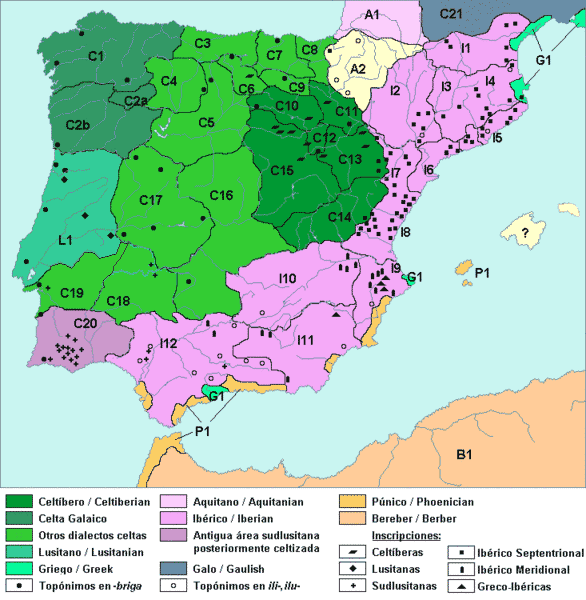
Espagne Préhispanique C14 = Les Olcades

Comme nous l'avons vu le nom de Talayuelas aurait pour racines grecques : « Telos », « la limite, l'extrémité, la borne » et « Helas », « le Grec », dont le pluriel donne « Telea Helas ».
Cette étymologie indique que les Olcades (du latin : Olcadi), peuple celte de la région de Cuenca furent attirés par les richesses en minerais de la région ibère de Talayuelas. Ils entrèrent donc en conflit avec leurs voisins ibères d'Utiel (situé alors dans la Bétique) pour leur ravir ces exploitations minières qu'ils obtinrent sinon par traités du moins par la force.
Le village de Sinarcas situé de l'autre côté du coteau des mines a connu le même sort. On y trouve d'ailleurs des galeries, creusées dans le quartz, mesurant près de onze mètres de largeur. Celle-ci sont si étendues qu'il faut au moins douze heures pour les parcourir. 
En s'appuyant sur les travaux M. Masdeu, l'étymologie de ce village comprend le nom « ARCAS », le Dieu principal des olcades. On peut donc présumer que la cupidité de ce peuple les a fait avancer de ce côté de la montagne jusqu'à conquérir la cité même d'Utiel.
De ces deux étymologies surgit le doute. Soit, les Olcades dans leur conquête occupèrent la région, fondèrent Sinarcas puis se retirèrent par traités à Talayuelas ou si au contraire, ils partirent de Talayuelas pour conquérir les terres de Sinarcas. En se basant sur le caractère ibérique et phénicien des noms de communes et de lieux-dits, on peut penser que les Olcades s'installèrent dès leur arrivée dans les territoires ibères.

### Hannibal et Carthage

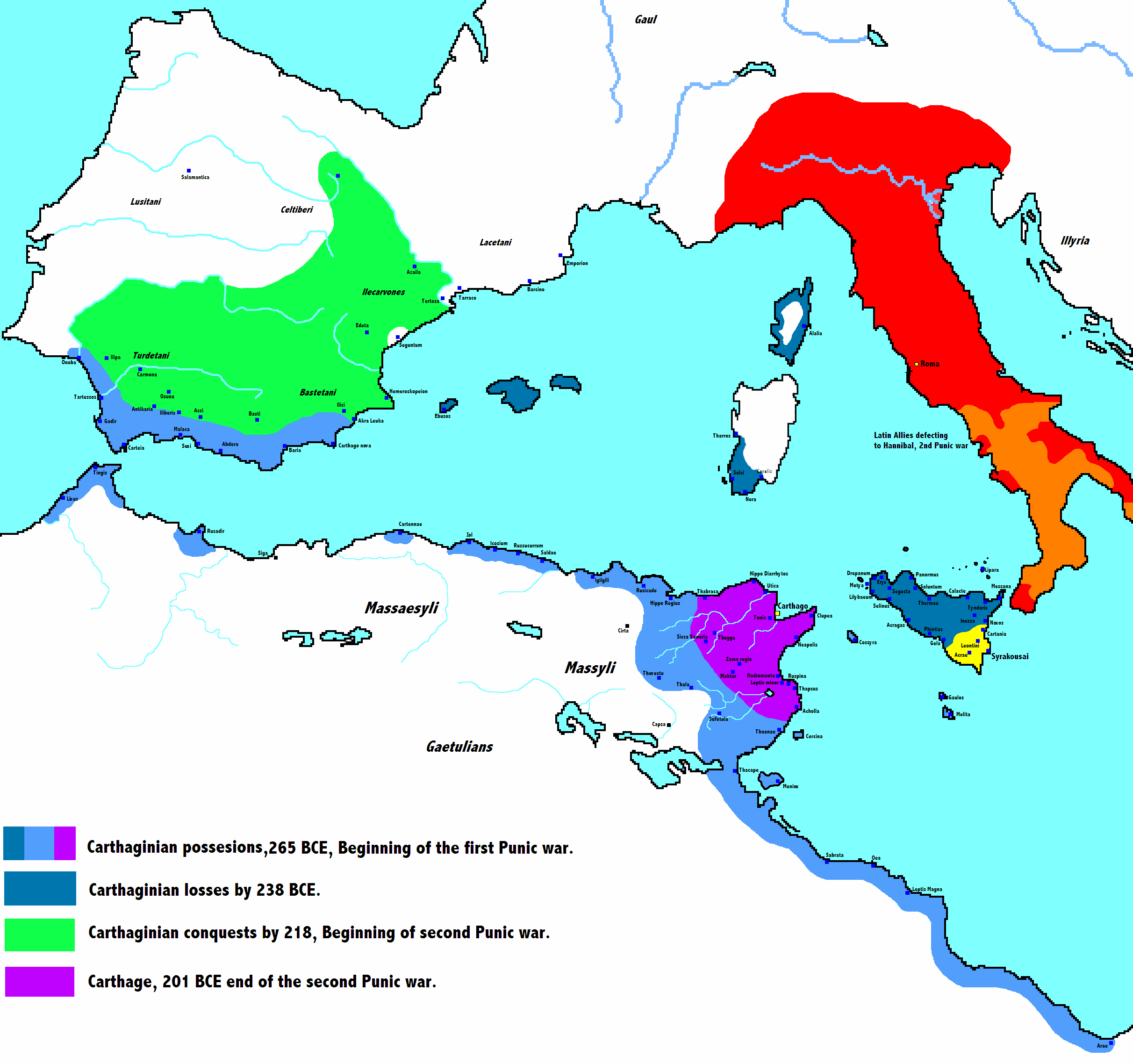
Empire Carthaginois

En 221 av. J.-C. les Olcades sont attaqués par Hannibal. Selon Tite-Live, leur capitale est prise et mise à sac, ce qui entraîne la reddition des autres cités dont Talayuelas.
Les Carthaginois reprirent à leur propre compte l'exploitation des mines d'argent d'Aliaguilla et tirèrent également profit de la richesse en minerai de fer de l'actuel Coteau des Mines.

### Le Moyen Âge
Durant la domination musulmane, Talayuelas se réduisit à seulement quelques habitants puisque son territoire fut utilisé comme champ de bataille entre les troupes chrétiennes et les troupes almohades du Royaume de Valence.
Après la conquête de Cuenca et de Moya par les chrétiens, Talayuelas, Aliaguilla et Mira délimitèrent la nouvelle frontière entre chrétiens et musulmans. Dans les lieux stratégiques se trouvaient des postes d'avant-garde et de surveillance d'où il était facile d'alerter des incursions ennemies.
C'est ainsi que l'un de ces postes frontaliers, formés par quelques tours de guet, formera un noyau urbain portant le nom de Talayuelas.
La Première Chronique Générale de l'Espagne écrite par Alphonse X le Sage de Castille, raconte que Le Cid, guerrier illustre, est passé deux fois par Talayuelas, une fois en vie et une autre fois mort. Il y passa pour la première fois quand il se dirigeait vers Tolède, pour se venger des infants de Seda, qui l'avaient déshonoré et enlevé ses filles. Après sa mort, les troupes du Cid sortirent de Valence en direction des terres du centre, en plaçant leur chef sur sa légendaire monture, le destrier blanc Babieca, paré de sa plus belle armure…
Dès la création du Marquisat de Moya, quand Isabelle la Catholique accorda cette terre à Doña Unest de Bobadilla et à Don Andrés de Cabrera, Talayuelas représenta alors la limite du domaine jusqu'à ce que le Marquisat ne se désagrège et laisse seulement le souvenir de son titre honorifique.

### La Période classique
Selon les chroniques, en 1656 Talayuelas fut une seigneurie, propriété du Marquis Ruiz de Alarcón, où l'Évêque Don Francisco Javier Almonacid est né.

### La lutte contre les Français
Durant la guerre d'Indépendance, après s'être réuni à Landete en janvier 1811 face à l'arrivée imminente des troupes françaises, l'Assemblée de l'Aragon et une partie de l'Assemblée de la Castille décidèrent de se réunir dans Talayuelas, où elles trouveraient une plus grande sécurité de défense. Cependant, le général Villacampa annonça au même moment la progression rapide de l'ennemi depuis Santa Cruz de Moya et Landete. Défendus par les environs de Talayuelas, les deux assemblées :

« […] dans le silence de la nuit ont dû fuir à pied, par des sentiers accidentés et obscurs, à travers des précipices et avec un froid affreux, en arrivant à Utiel après une journée d'un chemin[réf. souhaitée]. »

### Époque moderne
Talayuelas a beaucoup souffert lors de la dernière guerre civile et en 1840, son église et la mairie furent détruits par les troupes carlistes.

## Patrimoine culturel

### L'Église de l'Assomption
L'église de l'Assomption date du XVIIe siècle et possède un plan en croix latine.

### L'ermitage de San Antonio
L'Ermitage de San Antonio date du XVIIe siècle.

### La place Murillo
La place Murillo surprend le voyageur par la décoration de ses rues réalisés lors de la semaine culturelle de 2011.

### L'ancien garage de pompiers
L'ancien garage des pompiers, près du centre médical, présente une voûte parabolique en béton armé (des ardoises en béton appuyées sur des piliers). 
C'est une œuvre pionnière dans l'emploi de nouvelles technologies appliquées à l'architecture d'ingénierie dès 1945. Cette voûte parabolique permet qu'un élément unique constitue la surface de construction allant du mur au toit sans interruptions en présentant un lexique architectonique rationaliste. D'autres exemples de ce type de voûte se trouvent dans l'église de Saint-François d'Assise de Pampulha, de Belo Horizonte, au Brésil, dessinée par l'architecte Oscar Niemeyer et inaugurée en 1943. Autre exemple : un hangar d'avions à l'aéroport de Paris-Orly, en France.

## Géologie et reliefs

### La sierra de Talayuelas
La sierra contient des pinèdes étendues d'une grande beauté. Elle brille par sa singularité car elle possède l'une des rares lagunes siliceuses de la péninsule Ibérique, d'une grande richesse biologique.

### Le canyon de Talayuelas
Une formation géologique et un défilé spectaculaire de terres rouges formée durant des siècles par l'érosion du vent et de l'eau, appelée populairement, « place des Taureaux » ou « Anneau de Taureau ». la zone est d'un grand intérêt paysager par sa très belle vue panoramique.
Il se situe à cinq kilomètres de Talayuelas en suivant la N-330 en direction d'Utiel d'où une piste forestière part et parcourt la pinède en s'enfonçant dans ce mirador.

### Les miradors
Il s'agit d'une piste forestière partant du centre du village et offrant un parcours passant par le haut de la sierra et par le versant du pic de Ranera pour finir par une aire de détente. Les miradors sont au nombre de trois, Le Mirador de la Sierra, du Pulpitejo et du Tormo.

### Las callèjuelas
C'est un ensemble de formations géologiques situées dans les hauteurs de la sierra et formées par l'érosion des roches calcaires formant des passages et des grottes levantines.

### La Laguna
C'est un ample espace semi-aquatique situé près de la N330 en direction Utiel et de Hoya.
Il y a quelques années, le paysage de la lagune a été vandalisé par un incendie.
Mais aujourd'hui, la nature a repris ses droits et un grand nombre d'oiseaux utilisent à nouveau la lagune comme lieu d'hibernation. On peut citer, le héron royal et le canard spatule. Mais d'autres espèces protégées sont également présentes comme l'écureuil, le hérisson commun, la fouine, le blaireau ou le chat sauvage.
La lagune est entourée d'une végétation aquatique et émergente, comme le jonc de lagune, ou la fougère svelte, qui se réunit sur de petites mares. C'est en automne et au printemps que la lagune atteint son niveau d'eau le plus élevé…

### El pico de Ranera
Avec ses 1 430 mètres, le pic de Ranera est le plus haut point de la sierra de Talayuelas, caractéristique par ses parois verticales inaccessibles par le versant sud et sa forme de semi-plateau. Les gens qui montent jusqu'au sommet laissent des messages dans des carnets qui se gardent depuis soixante ans dans un creux sous quelques pierres, quand un cahier se remplit quelqu'un anonyme se charge d'en porter un autre.

### Les fontaines
La Hoya, Las Canalejas, Los Cubillejos, Los Tornajos, Las Estacas, etc., sont des fontaines (sources) visitées pour la qualité de leurs eaux. Elles disposent, pour certaines, de tables et de parillas permettant les pauses et les pique-nique.

## Administration

### Colegio Público Almonacid
Catégorie: Centros de educación infantil (école maternelle et primaire)[pas clair].

### Mairie
La mairie fut entièrement restaurée par une société d'artisans locaux.

### Autres services municipaux
Le centre médical, la piscine, la bibliothèque, le théâtre, diverses installations sportives, des aires de détentes...

## Économie
L'économie est basée sur l'agriculture, l'élevage troupeau de brebis, le commerce et l'industrie, sur des proportions similaires.
Les abords du village comptaient de nombreuses vignes qui ont été arrachées il y a déjà quelques années en accord aux lois communes européennes.

## Spécialité culinaire
Par rapport au reste de la province de Cuenca, la gastronomie locale présente ses propres spécialités culinaires, en accord avec la climatologie typique de Talayuelas, facteur clef dans sa production agraire, ses pâturages et les espèces cynégétiques qui l'individualise.
Les ingrédients qui caractérisent cette gastronomie sont : le porc et les produits de la chasse, souvent assaisonnés et accompagné de pain.
On peut citer comme plats typiques : les Almortas (lentilles d'Espagne), le Morteruelo, l'Ajo arriero et le Gazpacho Pastor, accompagnés d'un vin de terre de Castille....

## Fêtes locales
Le dernier jour du mois d'avril sont célébrés les Mayos : une fête typique de quelques municipalités des environs. Chaque municipalité rivalisent entre elles par la beauté de leurs différents Mayos dont sont associés à cela différentes chansons populaires typiques, les Cancioncillas comme Cielito Lindo, Clavelitos, La Sirenita…
Le 29 octobre, les journées mycologiques sont célébrées lors desquelles diverses variétés de champignons peuvent être dégustées.
En 2011, on a créé une semaine culturelle avec réalisation de dessins dans la rue.

### Saints patrons protecteurs de Talayuelas
Les saints patrons, protecteurs de Talayuelas sont saint Antoine de Padoue (San Antonio de Padua), fêté le 13 juin, et en hiver saint Sébastien (San Sebastián), fêté le 20 janvier.
Ces deux saints y possèdent d'ailleurs chacun leur ermitage, propriétés du village.